# 창원 진동리 유적
창원 진동리 유적(昌原 鎭東里 遺蹟)은 대한민국 경상남도 창원시 마산합포구 진동면에 있는 청동시대의 유적분포지이다. 2006년 8월 29일 대한민국의 사적 제472호로 지정되었다.

## 개요
경상남도 창원시 진동면 진동리 130번지 일원(100필지 97,342m2)에 위치하는 창원 진동리 유적은 토지구획정리사업 과정에서 발견되었고 발굴조사 결과 국내 최대규모의 청동기시대 집단묘역이 확인된 유적으로 대형지석묘와 석관묘가 집단으로 발굴되었다.
지석묘는 원형 또는 장방형으로 넓은 범위(길이 500m, 폭 150～200m)에 걸쳐 대형묘역이 서로 연접되어 군집을 이루고 있고 석관묘는 41기가 조사되었으며, 2～5기씩 4곳으로 나뉘어 소형 묘역으로 분포하고 있다. 출토유물로는 마제석검, 돌화살촉, 무문토기편 등이 있다.
지석묘(A군 1호)는 상석의 존재는 알 수 없으나 묘역과 매장주체부를 가지고 있다. 원형의 묘역은 직경 20m내외로 대형이며, 둘레는 주구(周溝, 물고인 도랑)를 설치하였다. 묘역의 내부는 잔자갈로 쌓아 1차 분구(墳丘)를 만들고 그 위에 흑갈색점질토를 재차 성토하면서 그 상부를 즙석(葺石)하였으며, 묘역 중앙에는 지상식 매장주체부를 설치하였다. 묘역의 규모나 형태를 볼 때 지석묘 피장자들과 석관묘 피장자는 그 생전 위상이 현저하게 차이가 났음을 알 수 있다.
이와 같이 지석묘 및 석관묘 무덤군의 규모와 형태, 구조와 특징에서 우리나라 초기국가의 발생과정과 집단의 지위 및 혈연관계를 알 수 있고 그 문화상에 있어서 중국 동북지방 청동기시대 유적과 유사하여 향후 비교 연구를 통한 문화의 흐름·전통·원류를 찾는데 있어 매우 중요한 유적으로 평가되고 있다.

## 참고 자료
- 창원 진동리 유적 - 국가유산청 국가유산포털